# Cyriacus Spangenberg
Cyriacus Spangenberg, född 7 juni 1528 i Nordhausen, död 10 februari 1604, var en tysk teolog och historiker, son till reformatorn Johannes Spangenberg.
Som student var han inneboende hos Martin Luther i Wittenberg och blev senare pastor i Eisleben, År 1559 blev han dekan för grevskapet Mansfeld.
Spangenberg skrev omkring 150 verk. Som historiker skrev han "Mansfeldi Chronica" , "Saxonian Chronica" och andra publikationer. Hans "Adelsspiegel" är förmodligen den viktigaste tidiga moderna avhandling om aristokratin som skrivits. Han skrev även om "Hur äkta män borde bete sig" och "Vad varje kristen bör göra".

## Psalmer
- Ett bröllop uthi Cahna stod (Am dritten tag ein Hochzeit ward zu Cana inn Galiiea)[7]